# Heiltumskammer (Augsburg)

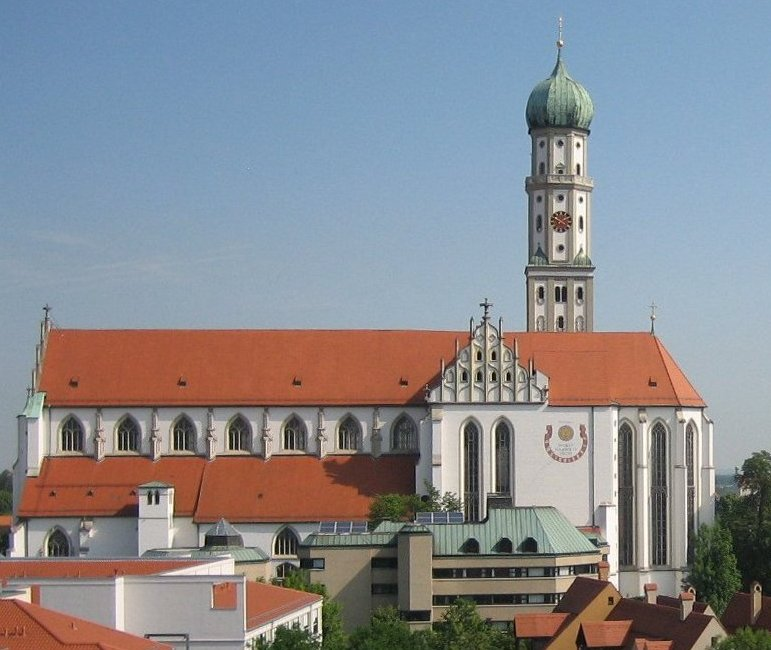
Die Basilika St. Ulrich und Afra beherbergt die Heiltumskammer

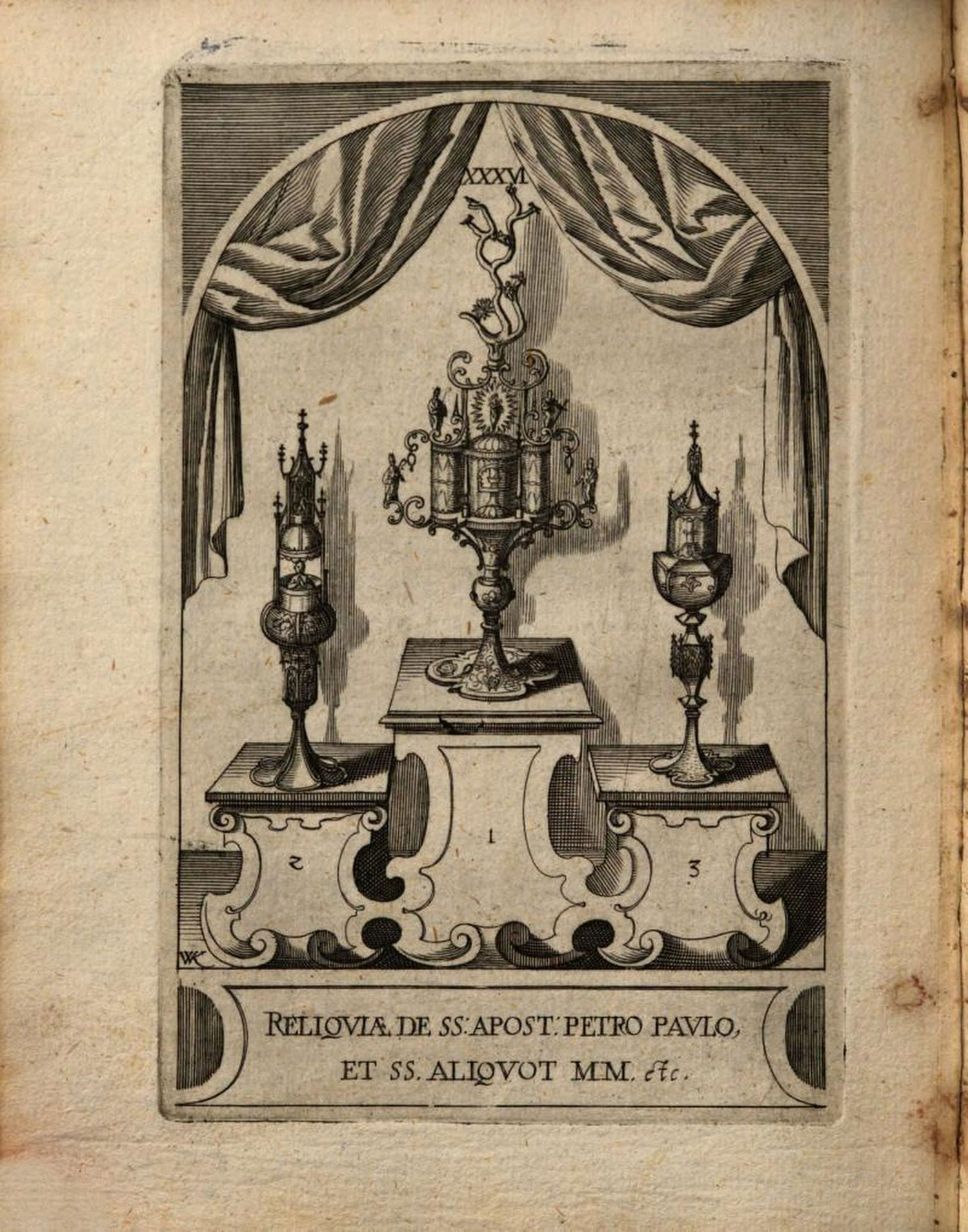
Reliquien-Inventar 1630

Die Heiltumskammer Augsburg befindet sich in der Basilika St. Ulrich und Afra. Hier ist der mittelalterliche Reliquienschatz des ehemaligen Benediktinerklosters und Reichsmünsters gesammelt. Die Heiltumskammer wurde aus Anlass des Afra-Jubiläumsjahres 2004 am 23. April in der ehemaligen Gregorkapelle (aus dem Jahr 1480) des Bauwerkes gesegnet. In fünf Vitrinen sind die Kostbarkeiten ausgestellt.

## Ausstellungsstücke / Reliquien
Wertvolle Stücke sind unter anderem
- das Ulrichskreuz, das nach Überlieferung aus dem Holz des Kreuzes Christi gefertigt ist und Bischof Ulrich bei der Schlacht auf dem Lechfeld im Jahre 955 siegen half. Der Splitter wurde um 1320 in einem Silberkreuz gesichert und dieses wiederum 1494 mit Gold und Edelsteinen geschmückt.
- Ulrichsgewänder, die im Jahr 1183 nach einem Kirchenbrand aus dem Grab des 973 verstorbenen Bischofs geborgen worden sind. Das aus byzantinischen Seidenstoffen gefertigte Gewand zählt zu den weltweit am besten erhaltenen älteren Textilien.
- Funde aus frühchristlichen Klerikergräbern

Die Ulrichsreliquien bestehen insgesamt aus dem Sudarium, dem Ulrichskelch, einem Skyphos, dem Ulrichskamm, der Grabplatte, dem Ulrichsholz, Säckchen mit Ulrichserde, dem Ulrichskreuz und dem Ostensorium zum Ulrichskreuz.
Um die jahrhundertealten Gegenstände zu schonen, werden 95 Prozent des Tageslichts weggefiltert.